# Dorian Laborde
Pour les articles homonymes, voir Laborde.
Pas d'image ? Cliquez ici

a Compétitions nationales et continentales officielles uniquement.

b Matchs officiels uniquement.
Dernière mise à jour le 19 juin 2025.
Dorian Laborde, né le 30 décembre 1996 à Morcenx (Landes), est un joueur français de rugby à XV. Il joue au poste d'ailier ou de centre.

## Biographie
Né à Morcenx, Dorian Laborde commence le rugby dès son enfance. Son père étant demi de mêlée du club local, c'est donc tout naturellement qu'il découvre le rugby.
Débutant au poste de 9 comme son père, il intègre les équipes de jeunes de Mont-de-Marsan à l'âge de 14 ans. Dominant physiquement l'ensemble des catégories jeunes, ce robuste centre ou ailier commence sa carrière en professionnel à l'âge de 19 ans avec le Stade montois.
En 2018, il est sélectionné dans l'équipe des Baby Barbarians, pour affronter la Géorgie,,,. Dans un match très serré de bout en bout, les Baby Babaas s'inclinent 16 à 15 à Tbilissi.
En janvier 2022, il arrive comme joker médical de Théo Dachary au RC Toulon, à la recherche de plus de temps de jeu. Il signe un contrat jusqu'à la fin de la saison 2021-2022,. Il joue son premier match sous ses nouvelles couleurs le 15 janvier en Challenge européen face aux Worcester Warriors (victoire 23-34). Il joue au total six matchs avec le RCT et marque un seul essai.
Après sa demi-saison passée à Toulon, Dorian Laborde n'est pas conservé par Franck Azéma et Pierre Mignoni, ses entraîneurs. Il rejoint alors l'USA Perpignan pour la saison 2022-2023, et y signe un contrat de deux ans.
Non conservé par l'USAP, il rejoint en juillet 2023, à Colomiers rugby en Pro D2, pour un contrat de trois saisons.